# Prodasineura vittata
Prodasineura vittata är en trollsländeart som först beskrevs av Selys 1886.  Prodasineura vittata ingår i släktet Prodasineura och familjen Protoneuridae. IUCN kategoriserar arten globalt som livskraftig. Inga underarter finns listade i Catalogue of Life.